# 淡路島中央スマートインターチェンジ
淡路島中央スマートインターチェンジ（あわじしまちゅうおうスマートインターチェンジ）は、兵庫県洲本市中川原町市原にある神戸淡路鳴門自動車道のスマートインターチェンジである。淡路島中央バスストップが併設されている。

## 概要
当停留所に停車する高速バス本数が、淡路IC - 榎列間の高速道路上11停留所中2番目に少なく高速バスにおける阪神地域とのアクセスが悪いことや、洲本インターチェンジでは市の中心部や五色地域との道路接続が悪いことからスマートインターチェンジの構想が挙がった。2007年（平成19年）度よりスマートインターチェンジ設置に向けて調査を開始しているが、2008年（平成20年）の時点で交通安全上の問題から設置が難しいとされている。整備されると兵庫県立淡路医療センターや淡路広域消防事務組合へのアクセスが改善されることで緊急時にも有効とされていたが、2013年（平成25年）6月12日に国土交通省近畿地方整備局から設置許可が出され、2017年（平成29年）度末に設置されることになった。2015年（平成27年）5月19日に安全祈願祭を行って着工、2017年（平成29年）8月1日には名称が「淡路島中央スマートインターチェンジ」に決定した。
2018年（平成30年）2月17日に供用開始された。利用可能車種はETC搭載の全車種（車長12m以下）で24時間運用。上下線ともに出入可となっている。

## 道路
- E28 神戸淡路鳴門自動車道
  - 接続する道路：兵庫県道46号洲本五色線（洲本市道経由）

## 淡路島中央バスストップ
淡路島中央バスストップ（あわじしまちゅうおうバスストップ）とは、兵庫県洲本市中川原町市原の神戸淡路鳴門自動車道本線上にあるバス停留所である。2020年3月31日までは中川原バスストップ（なかがわらバスストップ）であった。
時刻表上では2020年3月31日まで本四中川原、翌日からは淡路島中央SICと表記されている。2001年1月31日まで、淡路・徳島線の急行バスが停車していた。2001年2月1日 - 2007年3月15日は淡路交通1路線のみ停車。2007年3月16日 - 2010年1月21日と2012年8月1日以降は西日本JRバス・本四海峡バス・淡路交通が停車。2010年1月22日 - 2012年7月31日は本四海峡バス・淡路交通が停車していた。2023年4月1日からは3社に加えて神姫バスが新たに停車開始する。

バスストップとその周辺に乗車券売り場がない。

淡路島内の神戸淡路鳴門自動車道上にある停留所で当停留所と北隣の本四安乎は空港発着・経由路線の停車が無い（他停留所は関西三空港・徳島空港の何れか1空港以上の発着・経由する路線が停車する）。当停留所は2019年の4月から2020年の3月の間に神戸空港（休日の上り乗車のみ）・大阪国際空港発着・経由の路線が停車していた。

### 発着バス
交通系ICカード利用可能

#### クローズドドアシステム
- 本四海峡バス・西日本ジェイアールバス・神姫バス
  - 高速舞子・三宮BT・新神戸駅
    - ■快速・■各停（各停は下り線の降車のみ）タイプ停車停留所。

#### その他
- 淡路交通
  - 舞子・福良線（■各停タイプ）  福良〜高速舞子

### 接続交通機関
- ここに淡路交通都志線・洲本市コミュニティバス岡本バス停があるが、バス停まで距離があるうえ、本数が1日数往復しか停車しない。
- 無料駐車場あり（北緯34度22分25.4秒 東経134度51分36.3秒 / 北緯34.373722度 東経134.860083度及び徳島方面入り口の南側）。洲本バスセンター及び洲本インターチェンジのパークアンドライド用駐車場は有料であるため、この駐車場が洲本市街地から最寄りの無料パークアンドライド用駐車場となっている。

## 周辺
- 松栄寺
- 大歳神社
- 観音庵
- 喫茶ビエント
- 上田ショッピングセンター
- 中野重機
- 湯谷薬師の水(閼伽水）
- 淡路サンアシュラム
- コスメショップ咲子・佐たけ屋
- 金比羅神社
- やまのなかなか
- 洲本特別養護老人ホームラガール

## 隣
E28 神戸淡路鳴門自動車道
(7)津名一宮IC - 安乎BS - (7-1)淡路島中央スマートIC/BS - (8)洲本IC/BS